# ショイエルマン病
ショイエルマン病（英：Scheuermann's disease）は、主に若年者、思春期に見られる脊椎が変形する障害。男女比は約9対1と男性に多く、姿勢の異常（円背）や腰痛、背痛などの原因となる。1921年、デンマークの外科医、ショイエルマン（en:Holger Werfel Scheuermann)が報告したことからこの名前がついた。ショイエルマンの報告によると14‐17歳前後に多く、若年性脊柱後弯または思春期後弯症ともいう。日本では比較的珍しい。

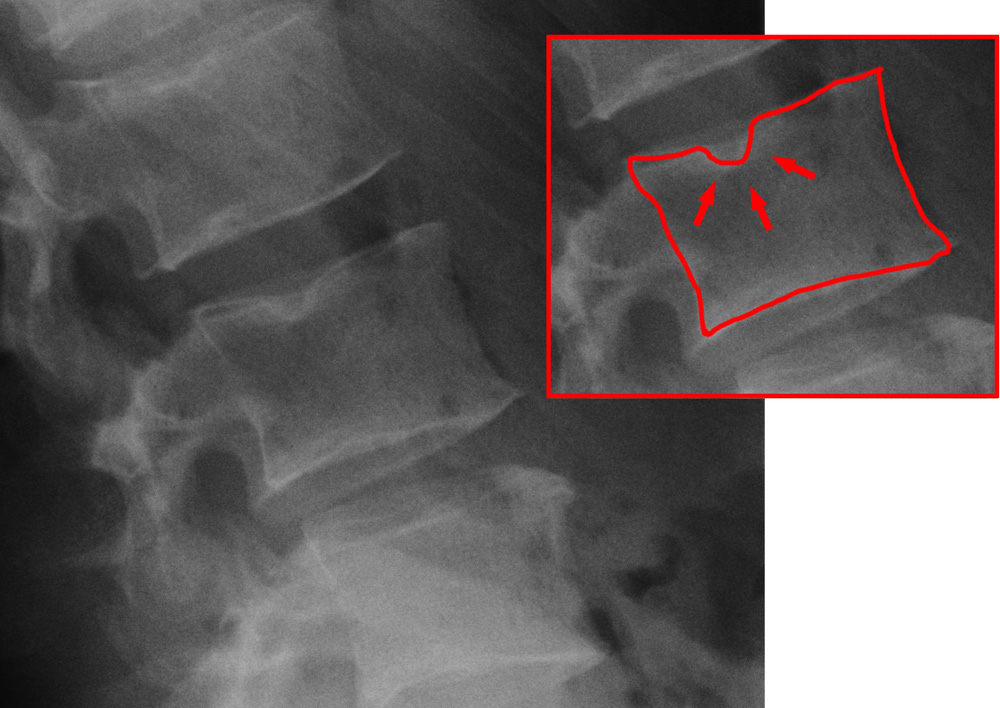
脊椎変形例

## 症状
脊椎の変形による背中の後弯変形や遷延性の背部の痛みがみられる。これらは姿勢の異常や、背中または腰の疼痛の原因となるほか、脊柱の運動制限、姿勢の悪化、脊椎の硬化、痛みや疲労感を引き起こす。

## 原因
はっきりとした原因は今現在わかっていない。急速に骨が成長する成長期における、背骨の不正形や成長の鈍化、成長の停止によって引き起こされるとされており、椎体の後方部位の成長が前方部位よりも早い事が原因とする見方がある。その場合、複数の椎骨の前方 がつぶれて楔状になり、後弯を引き起こす。内分泌障害、栄養障害、日常生活での姿勢や歩行の異常などが起因する事もある。また、脊髄の急速成長期に過大な負荷がかかる事が原因ともされている。遺伝的障害と認められる場合もあるが、十分な検証がなされていない。

## 検査と診断
X線写真、CT、MRI、ミエログラフィーなどによる画像検査と目視による症状の確認。画像診断では、脊椎の変形、後弯と側弯の変形の度合いを確認する。加えて、運動機能の検査で脊椎の可動範囲を確認する。

## 治療方法
成長期の発症の場合、脊椎の更なる変形の防止の為に、コルセットなどを利用した矯正治療を行う。青年期以降の発症には理学療法により脊椎の硬化を緩和すると共に、付近の筋力強化により症状を緩和させる治療を行う。腰痛や体の疲労感などに対しては薬物療法もある。症状の悪化により身体に障害が見られる場合や、胸椎の弯曲が80度以上になる場合には、手術を行う場合もある。